# Готье III (Кесария)

Княжества крестоносцев в Галилее

Готье III Бризбар (ок. 1180 — 24 июня 1229, под Никосией) — сеньор Цезареи (Иерусалимское королевство), коннетабль королевства Кипр.
Сын Ги Бризбара (ум. до 1192) и его жены Жулианы Гарнье (ум. 1213/1216), сеньоры Цезареи. Не следует путать его с одноимённым дядей — Готье III Бризбаром, сеньором Бейрута.
С 1206 года коннетабль Кипра. После смерти матери унаследовал Цезарею (не позднее февраля 1216).
В 1217—1218 годах возглавлял кипрский отряд в составе 100 рыцарей во время Пятого крестового похода. Во время его отсутствия город Цезарея в 1218 году был захвачен сарацинами.
Готье III Бризбар с 1210 года был женат на Маргарет д’Ибелин (ок. 1180—1240), дочери Балиана II д’Ибелина, вдове Гуго II Тивериадского. Поддерживал кандидатуру шурина, Жана д’Ибелина, на иерусалимский трон (1228). Несмотря на это, руководил отрядом в составе войск другого кандидата, императора Фридриха II Штауфена, во время крестового похода. В результате переговоров императора с Султаном аль-Камилем Иерусалимскому королевству были возвращены ряд территорий, в том числе и Цезарея — сеньория Готье III Бризбара.
После отъезда Фридриха II Штауфена в Европу Готье III Бризбар вместе с шурином выступил против императорского наместника на Кипре и погиб 24 июня 1229 года под Никосией. Ему наследовал сын — Жан Бризбар.